# パニック・イン・スタジアム
『パニック・イン・スタジアム』（Two-Minute Warning）は、米国1976年11月22日公開のアメリカ映画で、日本公開は1977年3月19日ユニバーサル配給。

## ストーリー
ある日曜日、アメリカンフットボールのプロ・チーム、ロサンゼルス・ラムズ対ボルチモア・コルツの試合のため満員のロサンゼルス・メモリアル・コロシアムに、ライフルを持った謎の狙撃手が潜入した。それを知ったロサンゼルス市警察とSWATが阻止に動くが、試合終了の間際に犯人は観客席に向かって銃を乱射する。

## 概要
ジョージ・ラ・フォンテインの小説の映画化権を、フィルムウェイズ映画のエドワード・S・フェルドマンが取得し、ラリー・ピアースが監督、チャールズ・フォックスが音楽を担当した。出演者はロス市警の警部にチャールトン・ヘストン、SWATの隊長にジョン・カサヴェテス、スタジアムの支配人にマーティン・バルサム、スリ役にウォルター・ピジョン、さまざまな背景を持つ観客にマリリン・ハセット、デヴィッド・ジャンセン、ジャック・クラグマン、ジーナ・ローランズなど、当時のスター俳優が顔を揃えた。また、ボルチモア・チームのクォーターバックを演じたのは、実際にNFLやCFLでクォーターバックとして活躍していたジョー・キャップである。更に、ロバート・ギンティが売り子役で登場している。
アメリカでのテレビ初放映時に、新たな編集が施された3時間枠バージョンが存在する。このバージョンのみ、犯人は泥棒一味の1人だったという解釈が付け加えられている。
本作はアカデミー編集賞にノミネートされている。
原題のTwo-Minute Warning（ツー・ミニッツ・ウォーニング）とは、NFLの試合で前半・後半の終了2分前に自動的に挿入されるタイムアウトのこと。

## キャスト
| 役名                 | 俳優                   | 日本語吹替 | 日本語吹替                                                         | 日本語吹替 |
| 役名                 | 俳優                   | 日本テレビ版 | テレビ東京版                                                       | テレビ朝日版 |
| -------------------- | ---------------------- | --- | ------------------------------------------------------------------ | --- |
| ピーター・ホリー     | チャールトン・ヘストン | 納谷悟朗 | 柴田秀勝                                                           | 佐々木功 |
| クリス・ボタン       | ジョン・カサヴェテス   | 羽佐間道夫 | 玄田哲章                                                           | 田中信夫 |
| サム・マッキーヴァー | マーティン・バルサム   | 藤本譲 | 亀井三郎                                                           | 阪脩 |
| スティーヴ           | デビッド・ジャンセン   | 小林勝彦 | 秋元羊介                                                           | 谷口節 |
| ジャネット           | ジーナ・ローランズ     | 平井道子 | 弘中くみ子                                                         | 弥永和子 |
| サンドマン           | ジャック・クラグマン   | 高木均 | 小島敏彦                                                           | 大宮悌二 |
| マイク・ラムゼイ     | ボー・ブリッジス       | 藤井敏夫 | 江原正士                                                           | 井上和彦 |
| スーザン・ラムゼイ   | パメラ・ベルウッド     | 弥永和子 | さとうあい                                                         | 堀越真己 |
| アル                 | デビッド・グロー       | 仲木隆司 | 幹本雄之                                                           | 清川元夢 |
| ルーシー             | マリリン・ハセット     | 佐藤由美子 | さとうあい                                                         | 松本梨香 |
| ジェフリー           | ジョン・コークス       | 石丸博也 | 大塚明夫                                                           | 堀秀行 |
| 神父                 | ミッチェル・ライアン   | 阪脩 | 飯塚昭三                                                           | 牛山茂 |
| コッブ               | ウォルター・ピジョン   | 松村彦次郎 | 上田敏也                                                           | 登場シーンカット |
| ビッキー             | リッジス               | 高島雅羅 | 達依久子                                                           | 登場シーンカット |
| TVディレクター       | アンディ・シダリス     | 村松康雄 | 西村知道                                                           | 村松康雄 |
| グリーン             | アラン・ミラー         | 仁内建之 | 千田光男                                                           | 原康義 |
| ポール               | ブロック・ピーターズ   | | 中田和宏                                                           | 小杉十郎太 |
| その他               | -                      | 広瀬正志 藤城裕士 千田光男 円福恵子 嶋俊介 小関一 芝田清子 馬場はるみ 二又一成 屋良有作 宮村義人 喜多川拓郎 亀井三郎 山本千鶴 | 滝沢ロコ 星野充昭 城山知馨夫 加藤正之 伊井篤史 田原アルノ 荒川太郎 | 引田有美 弘中くみ子 田原アルノ 田中亮一 曽我部和恭 林一夫 岡のりこ 石井敏郎 津田英三 中村秀利 田中正彦 宮田光 塚田正昭 伊井篤史 定岡小百合 |
|                      |                        | |                                                                    | |
| 演出                 | 演出                   | 蕨南勝之 | 左近允洋                                                           | 福永莞爾 |
| 翻訳                 | 翻訳                   | 平田勝茂 | 鈴木導                                                             | 平田勝茂 |
| 効果                 | 効果                   | PAG | PAG                                                                | リレーション |
| 調整                 | 調整                   | 平野富夫 | 高橋久義                                                           | 山田太平 |
| 制作                 | 制作                   | 東北新社 | グロービジョン                                                     | ムービーテレビジョン |
| 解説                 | 解説                   | 水野晴郎 | 木村奈保子                                                         | 淀川長治 |
| 初回放送             | 初回放送               | 1980年5月28日 『水曜ロードショー』                                                                                            | 1991年6月13日 『木曜洋画劇場』                                     | 1994年6月19日 『日曜洋画劇場』 |
| 正味                 | 正味                   | 約92分 |                                                                    | |

※日本語吹替について、初DVD化の際は権利元にテレビ朝日版しか現存しなかったため、ヘストンの吹替を専属声優である納谷悟朗が担当する日本テレビ版の音源をフィールドワークスの協力で一般から公募し収録した。2019年12月11日に発売されたBlu-ray・DVDには日本テレビ版とテレビ朝日版を収録。

## スタッフ
- 製作：エドワード・S・フェルドマン
- 監督：ラリー・ピアース
- 脚本：エドワード・ヒューム
- 撮影：ジェラルド・ハーシュフェルド
- 編集：ウォルター・ハンネマン、イヴ・ニューマン
- 音楽：チャールズ・フォックス
- 特殊効果：アルバート・ホイットロック
- 原作：ジョージ・ラ・フォンテイン
- 日本語字幕：高瀬鎮夫（劇場用）[6]、田中武人（ソフト用）